# Кадъкьой (вилает Истанбул)
Кадъкьой (на турски: Kadıköy) е село в Източна Тракия, Турция, Вилает Истанбул.

## География
Селото се намира на 10 км западно от Чаталджа.

## Личности
Починали в Кадъкьой
- Георги Стоянов (1872 – 1912), български математик
- Димитър Драганов, български военен деец, подпоручик, загинал през Балканската война на 13 март 1913 година[3]
- Йоцо Михайлов Първанов, български военен деец, подпоручик, загинал през Балканската война на 16 март 1913 година[4]
- Константин Пеев Панайотов, български военен деец, подпоручик, загинал през Балканската война на 10 март 1913 година[5]